# Final climático

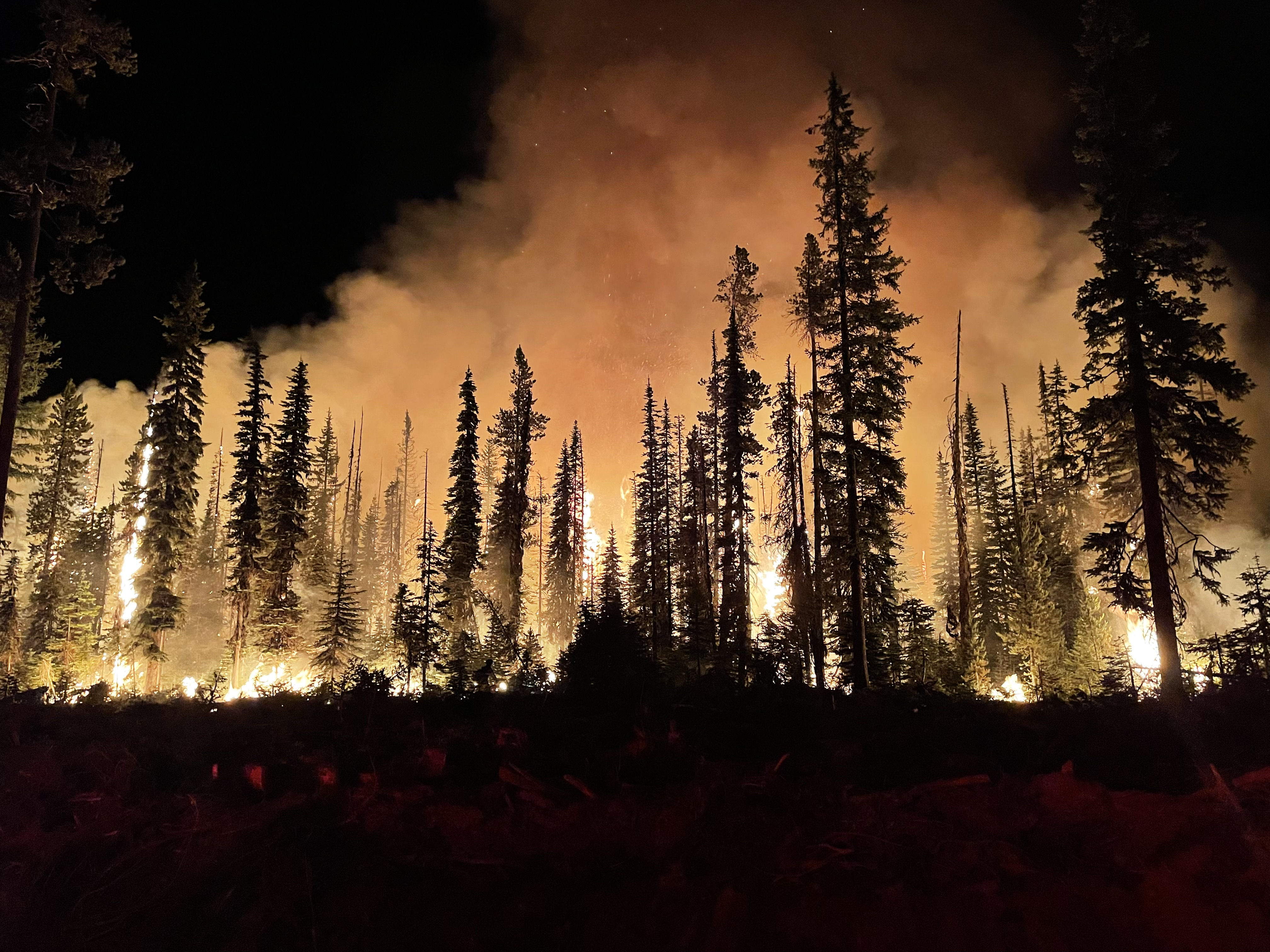
Incendio forestal en el Bosque Nacional Umatilla. Los incendios forestales extremos (tormentas ígneas) son provocados por el cambio climático, y desencadenan efectos (más en el aire, más calor...) que pueden empeorar aún más la situación.

Final climático (en inglés climate endgame) es el nombre que algunos científicos han dado a la hipótesis de un colapso social mundial debido a los efectos del actual calentamiento global. La probabilidad de que suceda se considera pequeña, pero estos expertos (que pertenecen al Centro para el Estudio del Riesgo Existencial, un organismo de investigación de la Universidad de Cambridge) quieren advertir sobre la peor de las posibilidades con los objetivos de mejorar la gestión de riesgos, «impulsar la acción, mejorar la resiliencia y que se tenga en cuenta en las políticas que se formulen».
El concepto había sido denominado anteriormente apocalipsis climático. Este miedo es en cierta forma análogo al del invierno nuclear, algo que podría ocurrir en el peor de los casos y que fue ampliamente estudiado y analizado durante la Guerra Fría. También puede considerarse una manifestación de ecoansiedad.
El colapso vendría a través de 4 factores: hambruna (pérdida de cosechas, sequía), clima extremo (huracanes, inundaciones), guerra (causada por la escasez de recursos) y enfermedades.
Estos científicos, un equipo de expertos internacionales dirigido por la Universidad de Cambridge, también advierten sobre los puntos de inflexión: pequeños aumentos en la temperatura global que resultan en grandes cambios en el clima. Estos puntos de inflexión podrían desencadenar otros en cascada (efecto dominó),  de forma no lineal, lo que hace que sus efectos sean difíciles de estimar. También podrían desencadenarse consecuencias imprevistas e indeseadas (efectos colaterales).
Los nombres de estos expertos son Luke Kemp, Chi Xu, Joanna Depledge, Kristie L. Ebi, Goodwin Gibbins, Timothy A. Kohler, Johan Rockström, Marten Scheffer, Hans Joachim Schellnhuber, Will Steffen y Timothy M. Lenton. Han publicado su artículo en la prestigiosa revista Proceedings of the National Academy of Sciences (PNAS).

## Colapsismo
Existe una corriente de pensamiento minoritaria, el colapsismo, que afirma que la emergencia climática que estamos viviendo (temperaturas extremadamente altas, desaparición de los glaciares, sequías extremas, incendios forestales de sexta generación...) indica que comienza el colapso de la civilización industrial. A esta corriente se oponen el ecosocialismo y el tecnoptimismo o tecnooptimismo (la idea de que la tecnología acabará resolviendo todos los problemas).
El colapsismo, una ideología, tiene una relación muy estrecha con la colapsología, que estudia la posibilidad desde un punto de vista multidisciplinar.